# Emily Cedeño
Emily Masiel Cedeño Coba (Puerto Armuelles, 22 november 2003) is een Panamees voetbalspeelster die als middenvelder actief is bij Tauro FC en de nationale ploeg van Panama.

## Internationale carrière
Cedeño speelde in 2022 vier wedstrijden bij het nationale team U20 in het CONCACAF Vrouwen U20-toernooi.
Cedeňo maakte deel uit van de selectie van 23 speelsters die door Nacha Quintana op 26 januari 2023 bekendgemaakt werd voor de intercontinentale play-offs in februari in Nieuw-Zeeland en zich kwalificeerden voor het Wereldkampioenschap voetbal vrouwen 2023. Vervolgens maakte ze deel uit van de selectie op het WK 2023.
1: Fábrega ·
2: Jaén ·
3: Natis ·
4: Castillo ·
5: Pinzón ·
6: Salazar ·
7: E.Cedeño ·
8: González ·
9: Riley ·
10: Cox ·
11: Mills · 12: Bailey · 13: Tanner · 14: Montenegro · 15: Vargas · 16: Espinosa · 17: Batista · 18: Hernández · 19: L.Cedeño · 20: Quintero · 21: De Obaldía · 22: Córdoba · 23: Baltrip-Reyes · Coach: Quintana